# Lasiochilus divisus
Lasiochilus divisus är en insektsart som beskrevs av Champion 1900. Lasiochilus divisus ingår i släktet Lasiochilus och familjen näbbskinnbaggar. Inga underarter finns listade i Catalogue of Life.